# Qui veut épouser mon fils ?
Qui veut épouser mon fils ? était une émission de télévision française de téléréalité présentée par Elsa Fayer et diffusée sur TF1. Ainsi que sur Plug RTL depuis la saison 3 avec un jour d'avance sur la diffusion française.
La première saison s'est achevée le 17 décembre 2010. La deuxième saison est lancée deux ans plus tard le 2 novembre 2012. La saison 3 est diffusée entre le 25 avril 2014 et le 13 juin 2014. La saison 4 a été diffusée entre le 26 juin 2015 et le 18 juillet 2015.
En mars 2024, M6 annonce le retour de l'émission sur sa nouvelle plateforme M6+.

## Historique
Annoncée à l'origine pour la saison 2009-2010, l'émission a été tournée en février 2010 pour une diffusion pendant l'été 2010.
Cependant, le décès d'une des candidates du jeu pousse TF1 à ne pas diffuser le programme au cours de l'été, le programme est remonté et diffusé en octobre 2010, prenant la place de Secret Story en seconde partie de soirée le vendredi.

## Concept
Qui veut épouser mon fils ? n'est pas décrit par la production comme une émission de télé réalité, mais comme une comédie divertissante dans laquelle 3 à 5 garçons célibataires, âgés de 25 à 39 ans et vivant encore chez leur mère, vont pouvoir rencontrer l'âme sœur.
À chaque étape de l'aventure, les mères auront leur mot à dire concernant les prétendant(e)s qui seront présenté(e)s à leur « Tanguy » de fils !
À la fin de cette aventure, les garçons auront une décision importante à prendre :
- Choisiront-ils de partir avec l'élu(e) de leur cœur ou préfèreront-ils rester chez leur mère ?
- Auront-ils le courage de quitter celle qui, jusqu'à maintenant, était la femme de leur vie ?
- Le choix des « Tanguy » concordera-t-il avec le choix des mères[6]?

## Réception par les médias
L'émission a fait l'objet de nombreuses critiques dans la presse française. Le Point évoque un programme avilissant et racoleur destiné à flatter les instincts « voyeurs, moqueurs, ricaneurs » du spectateur. Le journaliste s'indigne du silence du CSA quant à la vulgarité des programmes de télé-réalité proposés depuis des années par TF1, alors que l'autorité de régulation ne se gêne pas pour, au même moment, condamner la radio Skyrock pour obscénité. Libération évoque une « œuvre audiovisuelle à ce point outrancière qu’on sait bien qu’elle a été conçue dans le seul but de faire ricaner les gros malins aux dépens des balourds de candidats ». Télérama ironise sur la dimension incestueuse du programme, où l'on montre des mères dormir avec leurs fils. Rue89 parle d'un produit « abject ou drôle, selon les goûts ». Interviewé par Rue 89, le sémiologue François Jost décortique les ficelles du programme : infantilisation (toute-puissance de la mère, mise en scène du moment où l'enfant quitte la famille), recours au grotesque (induisant une confusion entre le premier et le second degré car « on finit toujours par accrocher à l'histoire, même si on est intelligent »), une scénarisation de plus en plus importante de la télé-réalité (les instants d'intimité ont sans doute été rejoués) et une vision binaire de la femme (la maman ou la putain, la marâtre ou la princesse). La journaliste de Slate moque, pèle-mêle, le physique des candidates (« une règle universelle : toutes les candidates de real-tv ont un sérieux problème de sourcils »), le traitement à la Desperate Housewives, le machisme d'un candidat et le « racisme latent » de sa mère… Télé Star révèle les trucs de la production pour diriger les candidats et enjoliver la réalité. L'émission a été « primée » lors des Gérard de la télévision 2010 dans la catégorie « émission où tu t'inscris pour te taper une meuf et où au final, tu te tapes la honte ».
L'un des participants, Giuseppe, a particulièrement attiré l'attention, sur internet et dans certains médias, du fait sa personnalité de « macho » revendiqué, se disant opposé à l'égalité des sexes. La personnalité de sa mère, Marie-France, a également suscité la curiosité. Durant la diffusion de l'émission et dans les mois qui suivent, l'ancien participant use de sa notoriété pour monnayer ses interviews à la presse,. Marie-France devient quant à elle animatrice sur AB1.

## Déroulement des saisons

### Généralités
Annoncée par Elsa Fayer à la fin du best-of de la saison 1, la saison 2 de Qui veut épouser mon fils ? débute le 2 novembre 2012. Le casting est fermé, le tournage s'est achevé début 2012. En toute logique, Qui veut épouser mon fils ? est diffusé après Koh-Lanta, en seconde partie de soirée le vendredi, succédant ainsi sur cette case horaire à Secret Story dont le coup d'envoi a été donné le vendredi 25 mai en prime time. À la présentation, c'est toujours Elsa Fayer que l'on retrouve. En 2010, Qui veut épouser mon fils ?, première télé-réalité surfant sur le phénomène Tanguy, réunissait chaque vendredi soir entre 3,5 et 4 millions de téléspectateurs entre 22h30 et 00h00.

### Saison 1 (2010)
La première saison de l'émission est diffusée sur TF1 du vendredi 29 octobre 2010 au vendredi 17 décembre 2010, en deuxième partie de soirée.

#### Participants
- Giuseppe (39 ans)[N 1], fils de Marie-France avec comme prétendantes Audrey, Karine, Samira, Alysson, Anne-Charlotte, Clara, Marie et Angélique
- Alban (30 ans), fils de Chantal avec comme prétendantes Sonia, Lola, Cindy, Jessica, Aude et Trina
- Alexandre (27 ans), fils d'Aline avec comme prétendantes Elisa, Émilie, Charlotte, Sarah, Johanna, Daniela, Noëlle et Sandy
- Benjamin (28 ans), fils d'Odile[N 2] avec comme prétendants Steve, Sébastien, William, Mircha, Régis, Milan et Edouard
- Florent (23 ans)[N 3], fils de Corinne avec comme prétendantes Adeline, Fred, Agathe, Clarise, Jessica, Angélique et Stéphanie

#### Audiences
| Épisode | Jour et horaire de diffusion            | Téléspectateurs | Parts de marché (sur les 4 ans et plus) | Référence |
| ------- | --------------------------------------- | --------------- | --------------------------------------- | --------- |
| 1       | Vendredi 29 octobre 2010 (22:05-00:05)  | 3 700 000       | 24 %                                    | [ 14 ]    |
| 2       | Vendredi 5 novembre 2010 (22:25-00:10)  | 3 800 000       | 26 %                                    | [ 15 ]    |
| 3       | Vendredi 12 novembre 2010 (22:15-00:05) | 3 900 000       | 26 %                                    | [ 16 ]    |
| 4       | Vendredi 19 novembre 2010 (22:30-00:10) | 3 900 000       | 29 %                                    | [ 17 ]    |
| 5       | Vendredi 26 novembre 2010 (22:20-00:00) | 3 800 000       | 27 %                                    | [ 18 ]    |
| 6       | Vendredi 3 décembre 2010 (22:25-00:00)  | 3 800 000       | 26,5 %                                  | [ 19 ]    |
| 7       | Samedi 11 décembre 2010 (22:15-23:55)   | 3 700 000       | 25,6 %                                  | [ 20 ]    |
| 8       | Vendredi 17 décembre 2010 (23:15-00:40) | 3 700 000       | 35 %                                    | [ 21 ]    |

Légende :
En fond vert = Les plus hauts chiffres d'audiences
En fond rouge = Les plus bas chiffres d'audiences
Le succès a également été présent sur internet.
Le best-of des épisodes de Qui veut épouser mon fils ? proposé par TF1 le dimanche 19 décembre 2010 de 16 h 50 à 18 h 50 a réuni 2,4 millions de téléspectateurs, soit 14,3 % du public.

### Saison 2 (2012)
La deuxième saison est diffusée sur TF1 du vendredi 2 novembre 2012 au vendredi 14 décembre 2012 en deuxième partie de soirée.

#### Participants
Pour la première fois dans Qui veut épouser mon fils ? un père accompagne son fils dans sa recherche de l'amour.
- David (28 ans), fils de Rachel avec comme prétendantes Sabrina, Cécile, Aurelia, Carole, Jessica, Anna, Syham et Alicia
- Frédéric (37 ans), fils de Chantal avec comme prétendantes Cindy, Zahra, Candice, Delphine, Sandrine, Deborah, Coralie et Laeticia
- Alexandre (30 ans), fils de Linda Youdif[N 5] avec comme prétendantes Corina, Jessica, Mélissa, Anne Gaelle, Coline, Elodie, Victoria, Elodie, Jennifer et Sandrine
- Morgan (31 ans), fils de Pascale avec comme prétendante Karen, Lala, Dieywnaba, Mélodie, Audrey, Valentina, Aurore et Karine
- Julien (30 ans), fils de Serge avec comme prétendantes Lilou, Imane, Maude, Angélique, Cynthia, Marine, Zoe et Chanel

#### Audiences
| Épisode | Jour et horaire de diffusion            | Téléspectateurs | Parts de marché (sur les 4 ans et plus) | Référence |
| ------- | --------------------------------------- | --------------- | --------------------------------------- | --------- |
| 1       | Vendredi 2 novembre 2012 (23:30-01:05)  | 2 500 000       | 29,8 %                                  | [ 25 ]    |
| 2       | Vendredi 9 novembre 2012 (23:10-00:45)  | 2 600 000       | 25,8 %                                  | [ 26 ]    |
| 3       | Vendredi 16 novembre 2012 (23:15-01:10) | 2 700 000       | 29,6 %                                  | [ 27 ]    |
| 4       | Vendredi 23 novembre 2012 (23:15-01:10) | 2 768 000       | 27,7 %                                  |           |
| 5       | Vendredi 30 novembre 2012 (23:15-01:10) | 2 914 000       | 25,4 %                                  | [ 28 ]    |
| 6       | Vendredi 7 décembre 2012 (23:15-01:10)  | 2 800 000       | 29 %                                    | [ 29 ]    |
| 7       | Vendredi 14 décembre 2012 (23:30-01:10) | 2 500 000       | 29 %                                    | [ 30 ]    |

Légende :
En fond vert = Les plus hauts chiffres d'audiences
En fond rouge = Les plus bas chiffres d'audiences

### Saison 3 (2014)
La troisième saison de l'émission est diffusée du vendredi 25 avril 2014 au vendredi 13 juin 2014 en deuxième partie de soirée.

#### Participants
- Florian (26 ans), fils de Francine avec comme prétendantes Florie, Vanessa, Elya, Morgane, Andréa et Donia
- Thierry (43 ans)[N 6], fils d'Élise avec comme prétendantes Aïssa, Myléna, Eléonore, Lydie, Aurélie et Andréa
- Jacky (26 ans), fils de Véronique avec comme prétendantes Feys, Kim, Carmela, Bouchra, Sabrina et Wendy
- Steven (24 ans)[N 7], fils de Corinne[N 8] avec comme prétendantes Sonia, Giulia, Chloé, Kim, Natacha et Angéline

#### Audiences
| Épisode | Jour et horaire de diffusion         | Téléspectateurs | Parts de marché (sur les 4 ans et plus) | Référence |
| ------- | ------------------------------------ | --------------- | --------------------------------------- | --------- |
| 1       | Vendredi 25 avril 2014 (23:30-01:15) | 1 700 000       | 19 %                                    | [ 31 ]    |
| 2       | Vendredi 2 mai 2014 (23:30-01:15)    | 1 600 000       | 19 %                                    | [ 32 ]    |
| 3       | Vendredi 9 mai 2014 (23:15-01:10)    | 1 600 000       | 20 %                                    | [ 33 ]    |
| 4       | Vendredi 16 mai 2014 (23:20-01:15)   | 1 720 000       | 22 %                                    | [ 34 ]    |
| 5       | Vendredi 23 mai 2014 (23:20-01:05)   | 1 600 000       | 21 %                                    | [ 35 ]    |
| 6       | Vendredi 30 mai 2014 (22:55-00:40)   | 1 700 000       | 19 %                                    | [ 36 ]    |
| 7       | Vendredi 6 juin 2014 (23:41-01:18)   | 1 400 000       | 19,2 %                                  | [ 37 ]    |
| 8       | Vendredi 13 juin 2014 (23:05-00:45)  | 2 234 000       | 21,4 %                                  |           |

Légende :
En fond vert = Les plus hauts chiffres d'audiences
En fond rouge = Les plus bas chiffres d'audiences

### Saison 4 (2015)
La 4e saison de l'émission est diffusée du vendredi 26 juin 2015 au vendredi 18 juillet 2015 en deuxième partie de soirée.

#### Participants
- Michaël (25 ans), fils d'Yvette et accompagné de sa grand-mère Jeanine avec comme prétendantes Betty, Victoria, Stacy, Jennifer, Marine, Loubna, Selma et Géraldine
- Shake (25 ans), fils de Maï avec comme prétendantes Jazz[N 9], Terry, Maryline, Marie-Ange, Nora, Delphine, Maeva et Carissa
- Alexandre (25 ans)[N 10], fils de Rosa avec comme prétendantes Justine, Madeline, Gwenaëlle, Lola, Elisa, Sophie, Camelia et Maddy[N 11]
- Grégory, fils de Maryvonne (éliminé de l'aventure quelques jours avant le début du tournage)

#### Audiences
| Épisode | Jour et horaire de diffusion           | Téléspectateurs | Parts de marché (sur les 4 ans et plus) | Référence |
| ------- | -------------------------------------- | --------------- | --------------------------------------- | --------- |
| 1       | Vendredi 26 juin 2015 (23:05-00:35)    | 1 446 000       | 12,1 %                                  | [ 38 ]    |
| 2       | Samedi 27 juin 2015 (00:35-01:45)      | 964 000         | 22,2 %                                  | [ 38 ]    |
| 3       | Vendredi 3 juillet 2015 (22:40-00:20)  | 1 850 000       | 17,6 %                                  |           |
| 4       | Samedi 4 juillet 2015 (00:20-01:45)    | 999 000         | 22 %                                    |           |
| 5       | Vendredi 10 juillet 2015 (22:45-00:00) | 2 106 000       | 19,1 %                                  | [ 39 ]    |
| 6       | Samedi 11 juillet 2015 (00:00-01:15)   | 1 111 000       | 20,2 %                                  | [ 39 ]    |
| 7       | Vendredi 17 juillet 2015 (22:45-00:05) | 1 964 000       | 18,6 %                                  | [ 40 ]    |
| 8       | Samedi 18 juillet 2015 (00:05-01:20)   | 1 410 000       | 26,8 %                                  | [ 40 ]    |

Légende :
En fond vert = Les plus hauts chiffres d'audiences
En fond rouge = Les plus bas chiffres d'audiences